# OR5W2
OR5W2 (англ. Olfactory receptor family 5 subfamily W member 2) – білок, який кодується однойменним геном, розташованим у людей на короткому плечі 11-ї хромосоми. Довжина поліпептидного ланцюга білка становить 310 амінокислот, а молекулярна маса — 35 167.
| 10         |  | 20         |  | 30         |  | 40         |  | 50         |
| ---------- |  | ---------- |  | ---------- |  | ---------- |  | ---------- |
| MDWENCSSLT |  | DFFLLGITNN |  | PEMKVTLFAV |  | FLAVYIINFS |  | ANLGMIVLIR |
| MDYQLHTPMY |  | FFLSHLSFCD |  | LCYSTATGPK |  | MLVDLLAKNK |  | SIPFYGCALQ |
| FLVFCIFADS |  | ECLLLSVMAF |  | DRYKAIINPL |  | LYTVNMSSRV |  | CYLLLTGVYL |
| VGIADALIHM |  | TLAFRLCFCG |  | SNEINHFFCD |  | IPPLLLLSRS |  | DTQVNELVLF |
| TVFGFIELST |  | ISGVFISYCY |  | IILSVLEIHS |  | AEGRFKALST |  | CTSHLSAVAI |
| FQGTLLFMYF |  | RPSSSYSLDQ |  | DKMTSLFYTL |  | VVPMLNPLIY |  | SLRNKDVKEA |
| LKKLKNKILF |  |            |  |            |  |            |  |            |

A: Аланін

C: Цистеїн

D: Аспарагінова кислота

E: Глутамінова кислота

F: Фенілаланін

G: Гліцин

H: Гістидин

I: Ізолейцин

K: Лізин

L: Лейцин

M: Метіонін

N: Аспарагін

P: Пролін

Q: Глутамін

R: Аргінін

S: Серин

T: Треонін

V: Валін

W: Триптофан

Кодований геном білок за функціями належить до рецепторів, g-білокспряжених рецепторів, білків внутрішньоклітинного сигналінгу. 
Локалізований у клітинній мембрані, мембрані.